# 無足脊首長尾鱈
無足脊首長尾鱈，為輻鰭魚綱鱈形目鼠尾鱈科的其中一種，分布於印度西太平洋馬達加斯加、澳洲、紐西蘭及南非海域，屬深海底棲性魚類，深度846-1300公尺，體長可達66公分，棲息在底中層水域，生活習性不明。

## 扩展阅读
維基物種上的相關：無足脊首長尾鱈